# Ледена дворана Ајсберг
Ледена дворана Ајсберг (рус. Дворец зимнего спорта «Айсберг») ледена је спортска дворана капацитета 12.000 места намењене такмичењима у уметничком клизању и брзом клизању на кратким стазама. Смештена је у оквирима Олимпијског парка у граду Сочију (Краснодарски крај Руске федерације). 
Димензије терена су 60×30 метара. Дворана је отворена за употребу у јуну 2012. године. Дворана физиономијом подсећа на ледени брег, па отуда и име „ајсберг”.